# Abbazia dell'Acquafredda
L'abbazia dell'Acquafredda è un ex-complesso abbaziale situato nel comune di Tremezzina, in provincia di Como. L'appellativo Acquafredda si riferisce a una fonte d'acqua situata all'interno della proprietà che ospita il complesso.

## Storia e descrizione
Le origini dell'ex-abbazia affondano tra il 1142 e il 1143, con il trasporto delle spoglie di Agrippino di Como dall'Isola Comacina a una cappella dedicata a San Pietro, situata in un terreno della località Roncate (o Roncale). Quando poi un certo Azzo Peregrino donò la cappella e il terreno ad essa circostante ai frati cistercensi  di Morimondo, questi vi fondarono un'abbazia.
La chiesa originaria dell'abbazia dell'Acquafredda, anticamente detta del Monte Oliveto o di Santa Maria d'Uliveto , fu costruita a partire dal 1153, come un edificio romanico, sulla base di una precedente cappella paleocristiana  (IV-V secolo) collocata al di sotto dell'attuale campanile e di una navata laterale. L'edificio romanico fu completato nel 1193, anno in cui avvenne la consacrazione della stessa chiesa. Rifatta nel Seicento, della struttura romanica originaria conserva solo un'abside. Accanto alla chiesa, una Cappella affrescata ospitò a lungo la sepoltura di Agrippino di Como, titolare della cappella unitamente a San Pietro.
Dopo essere passata in commenda (inizi del Cinquecento), l'abbazia subì il saccheggio e l'occupazione sia da parte delle truppe di Gian Giacomo Medici sia da quelle di Francesco II Sforza, e nel 1527 fu devastata da un incendio appiccato per ordine del governatore di Como, intenzionato a stanare alcuni fuorilegge che vi avevano trovato riparo.
Restituita ai frati nel 1547, l'abbazia fu rimaneggiata nel XVII secolo. Dopo esser stata ristrutturata nel 1774,  nel 1785 l'Acquafredda fu soppressa.
Alla soppressione seguì un periodo di abbandono, durante il quale l'abbazia divenne covo di banditi.
Ricostituita in monastero nel 1904, l'Acquafredda diventò successivamente la sede estiva del seminario della diocesi di Crema. Dopo essere stato comperato dai frati minori cappuccini (1934), il complesso venne dapprima affidato al Terzo Ordine regolare di San Francesco (1966) e, in seguito, a una comunità femminile di spiritualità francescana detta "Ancelle del Signore".
Internamente, le cappelle e il coro della chiesa sono decorati da affreschi realizzati da Giovan Mauro Della Rovere. Tra le opere pittoriche realizzate da questo artista per l'Acquafredda spiccano una Annunciazione (1621), una Pesca miracolosa, un Martirio di san Paolo, e una serie di dipinti raffiguranti i santi Carlo Borromeo, Pietro e Paolo, e Bernardo di Chiaravalle. Nell'altare dedicato a quest'ultimo santo, un paliotto ospita la raffigurazione della Madonna del Latte.
Le decorazioni della volta e gli stucchi sono del 1680, mentre il marmoreo altare maggiore è del 1714.
Allo stesso Della Rovere si deve anche un dipinto raffigurante sant'Agrippino. I sotterranei dell'abbazia ospitano invece un affresco che raffigura il Trionfo di Bacco.